# Botteghe Oscure (revue)
Botteghe  Oscure (latin : Ad apothecas obscuras, Boutiques obscures) est une revue littéraire internationale publiée semestriellement à Rome de 1948 à 1959.

## Histoire
La revue a pris le nom de la via delle Botteghe Oscure, la voie de Rome où se trouve le palais Caetani, siège de la rédaction.
La fondatrice de la revue est la princesse Marguerite Caetani qui avait déjà dirigé à Paris, de 1924 à 1932 la revue littéraire trimestrielle Commerce.
Le rédacteur en chef était l'écrivain Giorgio Bassani, avec la collaboration temporaire de Ben Johnson (1954) et d'Eugene Walter (1956-1958).
La revue, volumineuse comptait environ 500 pages par numéro, éditait des articles en cinq langues (italien, français, anglais et alternativement en allemand et espagnol).
D'après les statistiques d'Archibald MacLeish parues dans le numéro XX de la revue (1958), 568 écrivains de 20 nationalités et en cinq langues (50 % des articles en langue anglaise, 20 % en italien, 20 % en français, 5 % en allemand et 5 % en espagnol).
Botteghe Oscure a permis de faire connaître des auteurs en publiant entre autres des textes de W. H. Auden, Wallace Stevens, Dylan Thomas, Truman Capote, Marianne Moore, Octavio Paz, Günter Grass, Carlos Fuentes, Italo Calvino, Albert Camus, Mario Soldati, Tommaso Landolfi, André Malraux.
Parmi les œuvres publiées pour la première fois figurent des chapitres du Guépard de Giuseppe Tomasi di Lampedusa, Le ceneri di Gramsci et Picasso de Pier Paolo Pasolini, Beatrice Cenci d'Alberto Moravia, Il mondo è una prigione de Guglielmo Petroni, La casa di via Valadier de Carlo Cassola, La giacca verde de Mario Soldati.
La revue a été distribuée aux États-Unis par Farrar, Straus and Giroux et Gotham Book Mart (en).